# Madonna met kind (Bellini, Pinacoteca di Brera)
Madonna met kind (Italiaans: Madonna col bambino) is een schilderij van Giovanni Bellini uit 1510. Sinds 1806 maakt het werk deel uit van de collectie van de Pinacoteca di Brera in Milaan.

## Voorstelling
Toen Bellini dit schilderij maakte, was hij ongeveer tachtig jaar oud, maar stond hij nog steeds bekend als een van de meest prestigieuze kunstenaars van de Venetië. Ondanks zijn hoge leeftijd was hij goed op de hoogte van de laatste trends en bleef hij zichzelf ontwikkelen. Het schilderij in Milaan vertoont sterke overeenkomsten met werken die een paar jaar eerder ontstonden, zoals de Madonna van de weide en een Madonna met kind in het Detroit Institute of Arts. 
Maria vormt het centrale punt van het schilderij. Ze zit op een troon waar een groen, zijden gordijn achter hangt. Haar kleding valt erg wijd waardoor het volume van haar figuur vergroot wordt. Jezus staat op haar knie en zegent de toeschouwer. Het landschap op de achtergrond is warm en helder, vol met minutieus uitgewerkte details die terugvoeren op de laatgotische traditie waarin zijn vader Jacopo hem had opgeleid. De blauwe bergen in de verte zijn een goed voorbeeld van atmosferisch perspectief. Hoewel er geen directe interactie is tussen het heilige tweetal en de achtergrond, ontstaat toch een harmonieuze eenheid.
Aan de details op de achtergrond wordt soms een symbolische betekenis toegedicht. Zo kan de gespikkelde kat die op een altaar staat waarop Bellini zijn signatuur heeft aangebracht, verwijzen naar de zondige mensheid. De vogelvallen die in de boom rechts hangen, kunnen verwijzen naar psalm 124 ("Onze ziel is ontkomen als een vogel // uit de strik van de vogelvanger"). De slapende herder links kan een verband hebben met een passage uit Jesaja over luierende herders die hun werk verzaken.
Bij een restauratie in 1987 werd ontdekt dat Bellini geen voorbereidende tekening had gebruikt. De kleuren, die zo bepalend zijn voor de compositie, werden rechtsreeks met de kwast aangebracht. 

## Herkomst
In 1769 bevond het schilderij zich in Bologna. Giacomo Sannazzari, een van de belangrijkste kunstverzamelaars van Milaan rond 1800, liet het in 1804 na aan het Ospedale Maggiore in die stad. In 1806 verkocht dit ziekenhuis het schilderij aan de Pinacoteca di Brera.

## Afbeeldingen

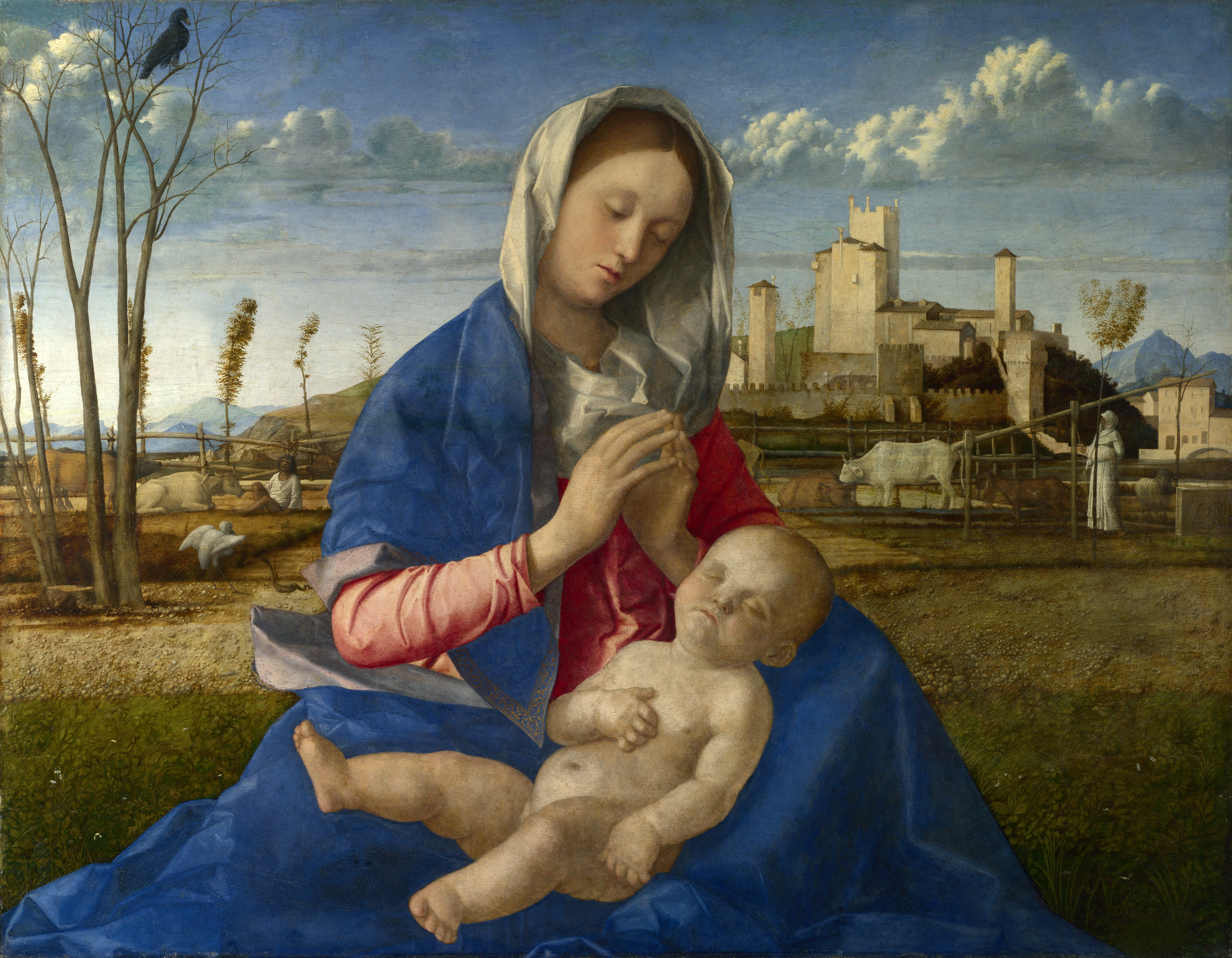
Madonna van de weide
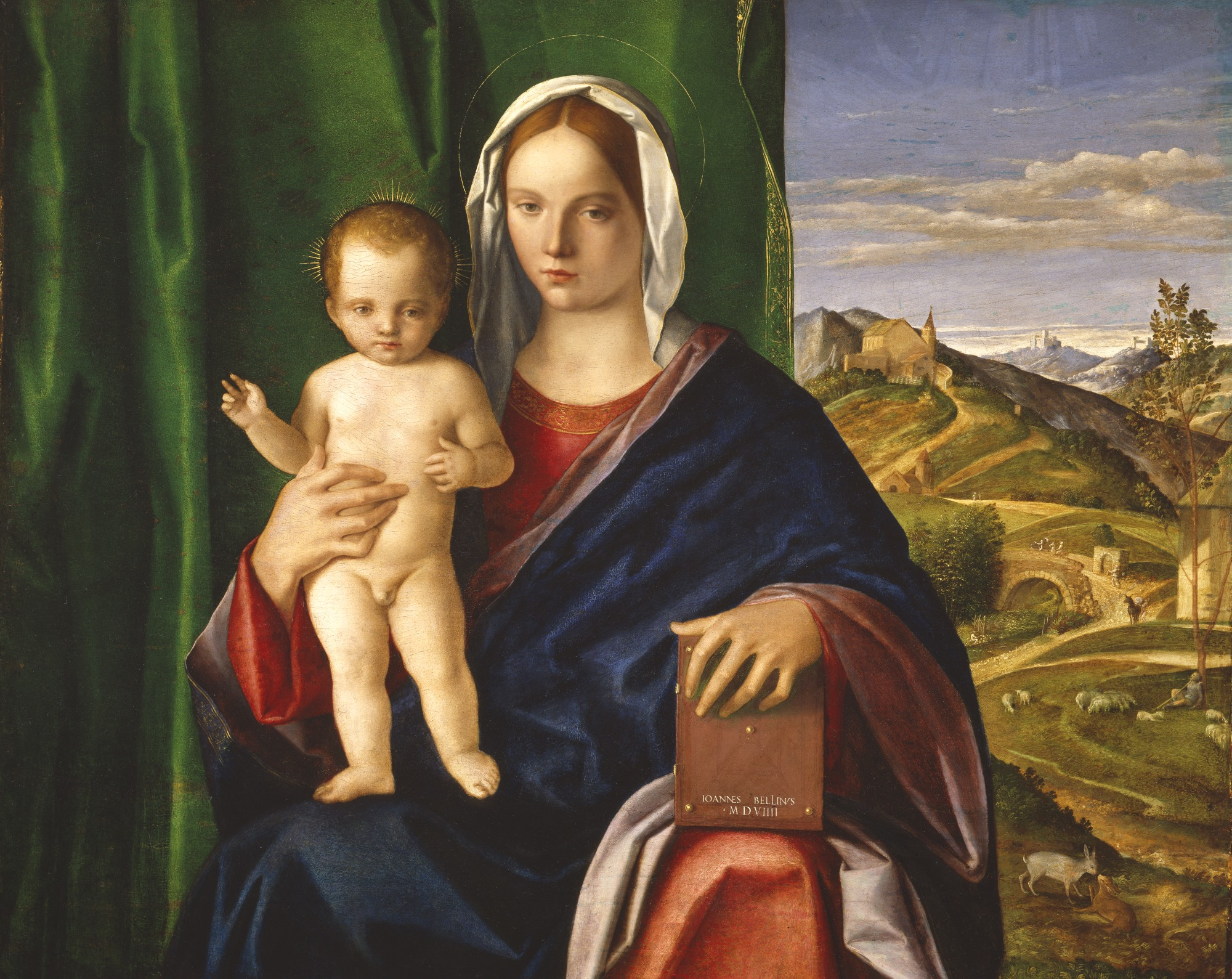
Madonna met kind (Detroit)